# Спер, Герман
Герман Огастес Спер (англ. Herman Augustus Spoehr; 18 июня 1885, Чикаго — 21 июня 1954, Пало-Алто, Калифорния) — американский физиолог растений XX века.

## Биография
Родился 18 июня 1885 года в Чикаго.
Спер учился в частных школах Чикаго, среднее образование получил в Институте Льюиса.
В 1906 году Спер получил степень бакалавра в Чикагском университете. Через год после окончания колледжа поехал в Европу, учился у известных европейских химиков своего времени: Эмиля Фишера из Берлина и Леона Макена из Парижа. В Чикаго он работал с другим выдающимся химиком-специалистом по углеводам Джоном Ульриком Нефом.
В 1909 году получил докторскую степень по философии в Чикагском университете.
Спер увлёкся химией углеводов и физиологией растений, это было необычно, но именно эти два увлечения привели ко многим открытиям в исследовании фотосинтеза. В 1910 году Спер переехал в штат Аризона, в городок Тусон, стал химическим физиологом растений в Пустынной лаборатории Научного института Карнеги. Десять лет, проведённые в этой лаборатории, позволили учёному добиться серьёзных результатов. Здесь Спер охарактеризовал углеводы, участвующие в фотосинтезе. В то время исследование фотосинтеза не интересовало ботаников.

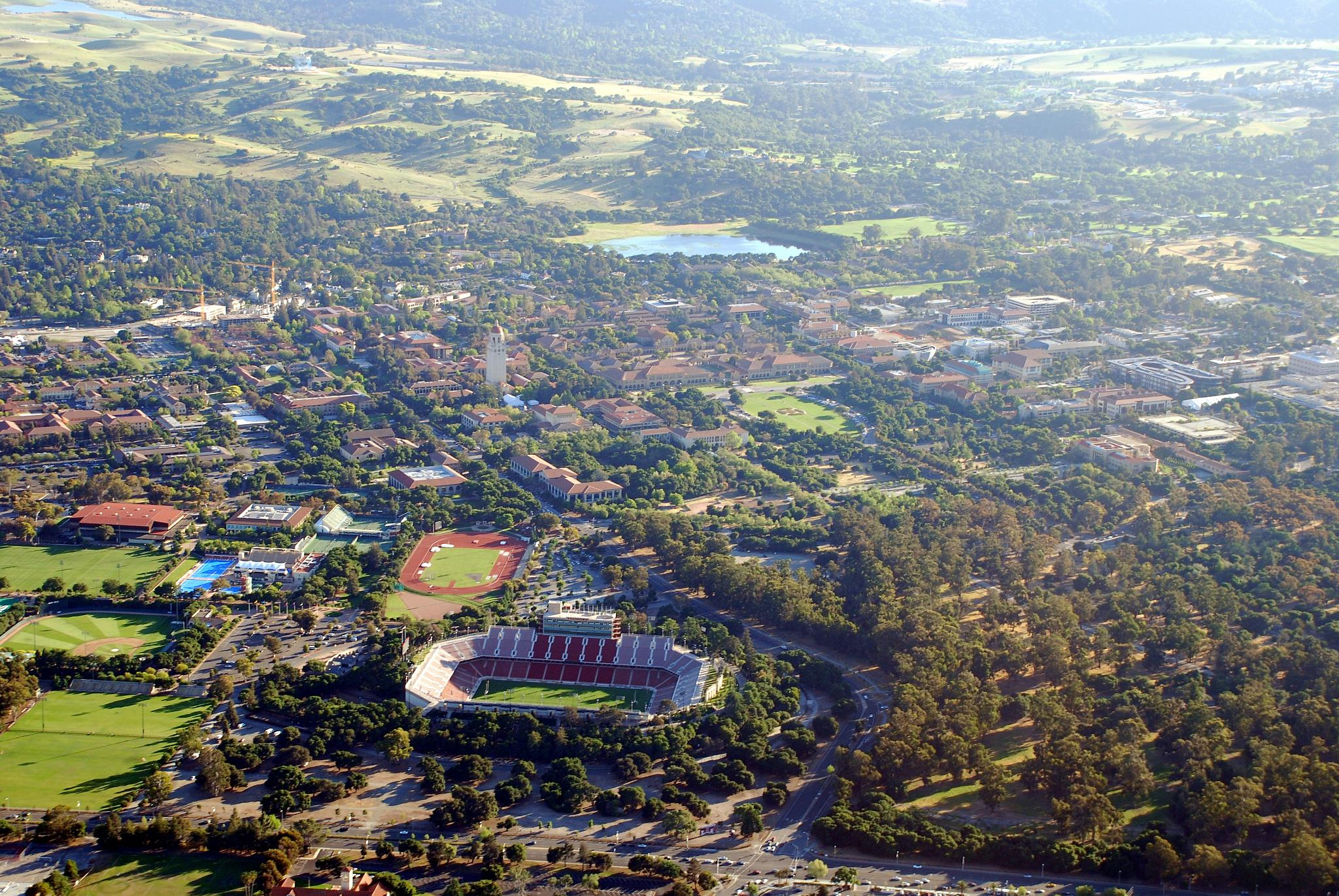
Стэнфордский университет

Он опубликовал книгу под названием «Фотосинтез», которая содержала полный отчёт о том, что было известно по этому вопросу в то время. В 1928 году Спер стал первым директором недавно созданного Департамента биологии растений Института Карнеги в Стэнфорде в штате Калифорния.
Административная работа отнимала время, но Спер всегда занимался исследованиями. Эта работы были посвящены изучению сложных углеводов в листьях: крахмала, целлюлозы и уроновых кислот; условий, необходимых для активности листовых ферментов, особенно амилаз; массовому выращиванию водорослей и т. д.
В 1930—1931 годы он занимал должность директора естественных Наук Фонда Рокфеллера. Но затем снова вернулся в Департамент биологии растений Института Карнеги в Стэнфорде и оставался его директором до 1947 года.
В 1950 году Спер вышел на пенсию.
Даже после выхода на пенсию он поддерживал связь с Департаментом биологии растений. Герман Спер произвёл революцию в области исследований фотосинтеза и биохимии растений, и его работы повлияли на поколения биологов после него.
Скончался Герман Спер 21 июня 1954 года в городе Пало-Алто округа Санта-Клара. У него остались супруга Флоренс Манн Спер и двое детей (сын и дочь). Александр Спер стал учёным.